# Waterford (Wisconsin)
Waterford è un villaggio degli Stati Uniti d'America, situato in Wisconsin, nella contea di Racine.